# Аутопсија Џејн Доу
Аутопсија Џејн Доу (енгл. The Autopsy of Jane Doe) британско-амерички је хорор филм из 2016. године, режисера Андреа Евредала, са Емилом Хершом и Брајаном Коксом у главним улогама. Централни ликови филма су Томи и Остин Тилден, отац и син, који врше аутопсију на телу непознате жене.
Филм је премијерно приказан на Филмском фестивалу у Торонту, 9. септембра 2016. Упркос скромној заради, добио је веома позитивне критике и на сајту Rotten Tomatoes оцењен је са 87%. Био је номинован за Награду Сатурн и Награду Емпајер у категорији најбољег хорор филма. Критичари су га описали као „паметан и сугестивно језив трилер”. Стивен Кинг је, такође, похвалио филм и изјавио да може да парира Осмом путнику у погледу најбољег телесног хорора.

## Радња
Томи и Остин Тилден, отац и син, су лекари специјализовани за вршење аутопсије. Једне вечери, шериф Бурк им довози мистериозно тело Џејн Доу (непознате жене) и захтева да одреде узрок смрти до јутра. Њих двојица започињу аутопсију и већ приликом испитивања површинских повреда наилазе на проблеме који се не могу објаснити рационално (поломљене обе ноге без видљивих спољних повреда, крварење код леша са замућеним погледом...)  
Када започну унутрашњу аутопсију, око Тилденових почињу да се дешавају натприродни догађаји, који их спречавају да доврше аутопсију. Тела у мртвачници оживљавају и нападају их. Њих двојица тада покушају да спале тело, али не успевају, па одлуче да наставе са испитивањем и открију шта се заправо десило са Џејн До. У њеном телу проналазе пергамент који реферише на одељак из Књиге Левитске у коме се говори о суђењу вештицама из Сејлема. Томи коначно повезује све и схвата да је жена чији леш испитују била оптужена за вештичарење 1693, у чувеној Сејлемској хистерији, те да је над њом извршен ритуал за убијање вештица, али пошто је она, као и остали убијени, била невина ритуал је изазвао контраефекат и од ње створио вештицу.
При последњем кораку аутопсије, Остин и Томи испитују њен мозак и откривају шокантну истину да је жена заправо жива, те да због тога и нису могли да одреде узрок смрти. Тада за њих двојицу почиње прави хорор...

## Улоге
| Глумац           | Улога             |
| ---------------- | ----------------- |
| Емил Херш        | Остин Тилден      |
| Брајан Кокс      | Томи Тилден       |
| Олвен Кели       | Џејн Доу          |
| Офелија Ловибонд | Ема               |
| Мајкл Макелхетон | шериф Шелдон Бурк |
| Џејн Пери        | поручница Вејд    |
| Паркер Сојерс    | полицајац Кол     |
| Мери Дади        | Ајрин Данијелс    |
| Марк Феникс      | Луис Танис        |